# Kornati Cup
Der Kornati Cup ist eine international besetzte Fahrtenregatta  (Segelregatta), die jährlich Ende April bis Anfang Mai in den Kornaten vor der Insel Murter in Kroatien stattfindet. Etwa 80 teilnehmende Yachten machen diese Veranstaltung zu einer der größten Regatten in Kroatien. An der Regatta nehmen auch Freizeitsegler teil, da es auch eine Wettkampfgruppe ohne Spinnakergebrauch gibt.